# Эротикон (фильм, 1929)
Эротикон — немой чёрно-белый фильм 1929 года чешского режиссёра Махаты Густава по мотивам повести А. С. Пушкина «Станционный смотритель».
Один из первых эротических фильмов в истории кино, снят режиссёром за четыре года до его фильма «Экстаз», считающимся первой кинолентой, содержащей эротическую сцену. Является одним из фильмов, считающихся вершиной чешского кинематографа периода немого кино.

## Сюжет
Продавец духов, опоздав на последний поезд, напрашивается переночевать в дом станционного смотрителя и соблазняет его дочь Андреу. Первым утренним поездом незнакомец уезжает. Андреа, узнав что она беременна, оставляет отца и отправляется в Прагу.

Узнать в фильме повесть «Станционный смотритель», конечно, можно — хотя бы по образу, созданному известным чешским актёром Карелом Шляйхертом, чей персонаж и в самом деле словно сошел со страниц пушкинской повести. Но всё остальное к ней никакого отношения не имеет. Да и смотритель, чья линия оказывается задвинута на задний план, быстро исчезает с экрана. А вот его дочь Андреа, наоборот, выдвигается на авансцену.

## В ролях
- Ита Рина — Андреа
- Олаф Фьорд — Георг Сидней
- Карел Шлейхерт — станционный смотритель
- Теодор Пиштек — Хилберт
- Шарлотта Суза — Гильда, жена Хиблерта
- Луиджи Сервенти — Ян
- Ладислав Струна — извозчик
- Милка Балек-Бродска — акушерка
- Владимир Славинский — портной

## Создание
В работе над сценарием принимал участие поэт Витезслав Незвал, но из опасений нападок друзей по авангардному объединению «Деветсил» его имя не было упомянуто в титрах.
На главную роль режиссёр пригласил Иту Рину — победительницу первого в истории конкурса «Мисс Югославия» 1926 года, начинающую актрису. Фильм принёс ей настоящую известность.
Съемки проходили в Карловых Варах. Режиссёр смотрел отснятый материал 500 раз, прежде чем пришёл к финальной версии. Фильм был подвергнут цензуре, некоторые сцены были вырезаны.
Премьера состоялась 27 февраля 1929 года в кинотеатре «Пассаж» в Праге.

## Критика
Фильм завоевал огромный успех у критиков и зрителей по всей Европе, на премьере в Париже публика на руках вынесла актрису из кинозала, а французский католический теолог аббат Вифлеем в приступе гнева срывал афиши «Эротикона», которыми был обклеен весь Париж, что, однако, лишь сделало фильм популярнее.
В 1920-30 годы чехословацкие фильмы, уже ничем не уступавшие европейскому кинематографу, получили известность за рубежом и

Самым громким из имён национальной кинематографии становится имя Густава Махаты, постановщика нашумевших фильмов «Крейцерова соната», «Эротикон» и «Экстаз». Махаты делал любовные драмы из жизни большого света, но салонные истории передавал по тому времени смелыми выразительными средствами. Он знал секреты русского «рваного» монтажа, умел заставить камеру быть подвижной. Успехи постановщика «Эротикона», выражались не только в огромных кассовых сборах, но и в большом количестве подражаний.— из сборника статей издания Института истории искусств АН СССР, отв. редактор Б.И. Ростоцкий
Польский историк кино Ежи Тёплиц в своей книге «История киноискусства» назвал «Эротикон» «психологическим кино», отметив, что в целом фильм является примером кинематографической эклектики — это смесь всех возможных стилей и методов, а сцена в поезде смонтирована на «русский лад».

Стремительный и информативный перекрёстный монтаж и яркая выразительность кадра превращают фильм в произведение европейского уровня, чью ценность не снижает даже иногда прямолинейное использование символов или некоторая нелогичность сюжета.— чешский историк кино Иржи Горничек
Кинокритик Виктор Зацепин назвал фильм чешским вариантом вышедшего в том же году фильма классика немецкого кино Георга Пабста «Дневник падшей», при этом отметив разницу: если Пабст только переходил от экспрессионизма к реализму, то Махаты ещё «за несколько лет до явления французского поэтического реализма сделал его моментальный снимок»:

Интерьеры небогаты, но тщательно продуманы, в фильме видны заимствования из европейского кино, в отдельных случаях используются даже приемы, похожие на эйзенштейновский монтаж. Конечно, можно сказать, что этому кино недостает пабстовского размаха, многофигурности, или, например, трагического финала, но и этот фильм доставляет большое удовольствие — в первую очередь, за счет очень продуманной визуальной части.— Кинокритик Виктор Зацепин